# Microchilus vilnerae
Microchilus vilnerae är en orkidéart som beskrevs av Paul Ormerod. Microchilus vilnerae ingår i släktet Microchilus och familjen orkidéer. Inga underarter finns listade i Catalogue of Life.